# ウップス!...アイ・ディド・イット・アゲイン (アルバム)
『ウップス!...アイ・ディド・イット・アゲイン』（Oops!... I Did It Again）は、ブリトニー・スピアーズが2000年にリリースした2枚目のオリジナル・アルバム。

## 解説
発売をした2000年頃は曲に電話や会話などの日常の風景を録音する方法が流行していたため、所々に曲の終了後にガールズトークや電話の音声が収録されている。音楽性としては前作を概ね引き継いでいる。
アメリカでは初日に50万枚を売り上げ、初週だけで130万枚以上の売り上げを記録する爆発的なヒットとなった。最も早く売り上げを達成した女性アーティストのアルバムとなり 、女性アーティストによる最多初週売り上げの記録を保持することとなった。この記録は2015年にアデルに抜かれるまで15年保持し続けた。
フランスやドイツなど19か国で1位を記録し、世界中でトップ10入りを記録。世界的にも初週で250万枚を売り上げ、年末までに1500万枚を売り上げ、その年で最も売れた女性アーティストのアルバムとなった。現在までに2000万枚の売り上げを記録している。

## 収録曲
1. ウップス!...アイ・ディド・イット・アゲイン/ Oops!... I Did It Again
2. ストロンガー / Stronger
3. ドント・ゴー・ノッキン・オン・マイ・ドア Don't Go Knockin' On My Door
4. (アイ・キャント・ゲット・ノー)・サティスファクション /(I Can't Get No) Satisfaction
5. ドント・レット・ミー・ビー・ザ・ラスト・トゥ・ノウ /Don't Let Me Be the Last To Know
6. ワット・ユー・シー・(イズ・ワット・ユー・ゲット) / What U See (Is What U Get)
7. ラッキー / Lucky
8. ワン・キス・フロム・ユー / One Kiss From You
9. ホエア・アー・ユー・ナウ？ / Where Are You Now?
10. キャント・メイク・ユー・ラブ・ミー / Can't Make You Love Me
11. ホエン・ユア・アイズ・セイ・イット / When Your Eyes Say It
4th 、5thのシングルになるはずだった曲、当時はミュージックビデオの制作が噂されていた。
12. ガール・イン・マイ・ミラー / Girl In the Mirror
13. ユー・ゴット・イット・オール / You Got It All
14. ハート / Heart
15. ディア・ダイアリー / Dear Diary